# Lehnerkopf
Lehnerkopf är ett berg i Österrike. Det ligger i den västra delen av landet, 500 km väster om huvudstaden Wien. Toppen på Lehnerkopf är 2 121 meter över havet, eller 195 meter över den omgivande terrängen. Bredden vid basen är 2,3 km.
Terrängen runt Lehnerkopf är huvudsakligen bergig, men den allra närmaste omgivningen är kuperad. Runt Lehnerkopf är det ganska glesbefolkat, med 26 invånare per kvadratkilometer.. Närmaste större samhälle är Reutte, 19,6 km öster om Lehnerkopf. 
I omgivningarna runt Lehnerkopf växer i huvudsak blandskog.